# Jacobus de Kerle
Jacobus de Kerle (ur. 1531 lub 1532 w Ypres, zm. 7 stycznia 1591 w Pradze) – flamandzki kompozytor i organista.

## Życiorys
Przypuszczalnie kształcił się pod kierunkiem Gillesa Bracqueta w klasztorze św. Marcina w Ypres. W 1555 roku został kapelmistrzem w Orvieto, gdzie prawdopodobnie działał jako śpiewak i kierował chórem. Był także organistą i carillonistą. W 1561 roku przyjął święcenia kapłańskie. Następnie wyjechał do Wenecji. Znalazł się w świcie kardynała Otto Truchsessa von Waldburga, na zlecenie którego napisał Preces speciales pro salubri generalis Concilii successu, wykonane w trakcie obrad soboru trydenckiego. U boku Waldburga odwiedził jako kierownik jego prywatnej kapeli Rzym, miasta północnowłoskie i Barcelonę. W latach 1565–1567 był kierownikiem zespołu muzycznego katedry w Ypres. Na skutek konfliktu z kapitułą katedralną został zdymisjonowany i ekskomunikowany. Wyjechał wówczas do Rzymu, gdzie oddał się pod opiekę kardynała Waldburga. Z jego polecenia został w 1568 roku został kierownikiem chóru i organistą w katedrze NMP w Ausgburgu. W latach 1575–1587 zajmował prebendę w Cambrai, gdzie w 1579 roku został także członkiem kapituły katedralnej. W 1582 roku przez krótki czas był kapelmistrzem na dworze arcybiskupa Gebharda Truchsessa von Waldburga w Kolonii. W tym samym roku został przyjęty na dwór cesarski w Augsburgu i w 1583 roku wyjechał do Pragi. W latach 1587–1588 był kanonikiem w kolegiacie św. Krzyża we Wrocławiu.
Komponował prawie wyłącznie muzykę wokalną do tekstów religijnych w języku łacińskim. We wczesnym okresie swojej twórczości nawiązywał do tradycji niderlandzkiej polifonii, w mszach o budowie odcinkowej i zmiennej obsadzie głosowej wykorzystując fragmentarycznie lub w całości chorałowy cantus firmus, a także stosował przeimitowanie, imitowanie parami, struktury sylabiczne i deklamacyjne oraz kontrapunkt. W hymnach wprowadzał ponadto technikę alternatim i bardziej zróżnicowany cantus firmus, w magnifikatach z kolei nawiązywał do twórczości Palestriny, stosując fauxbourdon i kanon. W responsoriach ze zbioru Preces speciales i mszy Regina coeli wysunął na pierwsze miejsce zasadę zrozumiałości tekstu i wyrazistości deklamacji, zastosował układ 4-głosowy i unikał skomplikowanej polifonii na rzecz sylabiczności, homorytmii i fauxbourdonu, wytyczając w ten sposób wzorce dla późniejszych reform potrydenckich w zakresie muzyki kościelnej.

## Kompozycje
(na podstawie materiałów źródłowych)

### Religijne
- Motteti na 4–5 głosów (Rzym 1557)
- Hymni totius anni... et Magnificat na 4–5 głosów (Rzym 1558; 2. wyd. 1560)
- Magnificat octo tonorum na 4 głosy (Wenecja 1561)
- Liber Psalmorum ad Vesperas na 4 głosy (Wenecja 1561)
- Sex missae na 4–5 głosów (Wenecja 1562)
- Preces speciales pro salubri generalis Concilii successu na 4 głosy (Wenecja 1562)
- Selectae quaedam cantiones na 5–6 głosów (Norymberga 1571)
- Liber modulorum na 4–6 głosów (Paryż 1572)
- Liber modulorum sacrorum na 5–6 głosów (Monachium 1572)
- Liber modulorum sacrorum na 4–6 głosów (Monachium 1573)
- Liber mottetorum na 4–5 głosów (Monachium 1573)
- Sacrae cantiones, quas vulgo moteta vocant... ecclesiastici hymni de resurrectione et ascensione na 5–6 głosów (Monachium 1575)
- 4 missae na 4–5 głosów (Antwerpia 1582)
- 4 missae... adiuncto in fine Te Deum laudames na 4–5 głosów (Antwerpia 1583)
- Selectiorum aliquot modulorum na 4,5 i 8 głosów (Praga 1585)

### Świeckie
- Il primo libro capitolo del triumpho d’amore de Petrarca na 5 głosów (Wenecja 1570)
- Madrigali, libro primo na 4 głosy (Wenecja 1570)
- Egregia cantio, in honorem Malchioris Lincken Augustani na 6 głosów (Norymberga 1574)